# Aeroportul Durango–La Plata County
Aeroportul Durango–La Plata County (IATA: DRO, ICAO: KDRO, FAA LID: DRO) este un aeroport din Colorado, Statele Unite ale Americii ce deservește zona Durango⁠(d). Aeroportul a fost tranzitat în 2019 de 390.440 de pasageri. A fost numit după zona deservită.
Situat la o altitudine de 2.038 m, aeroportul dispune de 1 pistă.

## Infrastructură

### Piste
Aeroportul dispune de o singură pistă. Pista 03/21 are suprafața de asfalt și dimensiunile 9.201 picioare × 150 picioare. 